# Bufo pageoti
Bufo pageoti és una espècie d'amfibi que viu a la Xina, Myanmar i el Vietnam.
Està amenaçada d'extinció per la pèrdua del seu hàbitat natural.